# Ploceus aurantius
Ploceus aurantius là một loài chim trong họ Ploceidae.